# Emil Hell
Emil Hell (Giegel, 26. svibnja 1864. -  Gross Grieben, 24. siječnja 1931.) je bio njemački general i vojni zapovjednik. Tijekom Prvog svjetskog rata bio je načelnik stožera više armija i grupa armija na Istočnom i Zapadnom bojištu. 

## Vojna karijera
Emil Hell rođen je 26. svibnja 1864. u Giegelu. U vojsku je stupio kao kadet 1884. godine nakon čega služi u 1. topničkoj pukovniji. Od listopada 1892. pohađa Prusku vojnu akademiju, nakon čega služi u Glavnom stožeru u Berlinu. U studenom 1897. unaprijeđen je u satnika, dok od travnja 1901. služi kao zapovjednik bitnice u 1. posenskoj topničkoj pukovniji sa sjedištem u Posenu. U navedenoj pukovniji služi do rujna 1903. nakon čega je ponovno premješten u Glavni stožer. U rujnu 1904. promaknut je u bojnika s kojim činom od siječnja 1907. služi u stožeru XVII. korpusa nakon čega je ponovno upućen na službu u Glavni stožer. U listopadu 1909. dobiva zapovjedništvo nad 1. mazurskom topničkom pukovnijom smještenom u Allensteinu kojom zapovijeda do listopada 1912. kada postaje načelnikom stožera XX. korpusa kojim je zapovijedao Friedrich von Scholtz na kojem mjestu dočekuje i početak Prvog svjetskog rata. Neposredno pred početak rata, u svibnju 1914., promaknut je u čin pukovnika.

## Prvi svjetski rat
Na početku Prvog svjetskog rata Hellov XX. korpus je bio u sastavu njemačke 8. armije kojom je zapovijedao Maximilian von Prittwitz, a koja je na Istočnom bojištu trebala spriječiti upad ruske vojske u Istočnu Prusku. Kao načelnik stožera navedenog korpusa Hell sudjeluje u velikoj njemačkoj pobjedi u Bitci kod Tannenberga, kao i u Prvoj bitci na Mazurskim jezerima. Nakon toga XX. korpus ušao je u sastav novoformirane 9. armije, te Hell sudjeluje u Bitci kod Lodza.
U siječnju 1915. Hell postaje načelnikom stožera novoformirane 10. armije kojom je zapovijedao Hermann von Eichhorn. Kao načelnik stožera 10. armije Hell sudjeluje je u Drugoj bitci na Mazurskim jezerima, te ofenzivi Gorlice-Tarnow. U ožujku 1916. Hell s 10. armijom sudjeluje u Bitci na Naročkom jezeru, nakon čega u srpnju postaje načelnikom stožera Armije Bug kojom je zapovijedao Alexander von Linsingen. U rujnu 1916. Hell je odlikovan ordenom Pour le Mérite.
U prosincu 1916. Hell postaje načelnikom stožera Grupe armije Mackensen koja se pod zapovjedništvom Augusta von Mackensena nalazila na Rumunjskom bojištu. U svibnju 1917. unaprijeđen je u general bojnika, nakon čega u lipnju 1918. postaje zapovjednikom 28. pješačke divizije kojom zapovijeda iduća tri mjeseca.
U rujnu 1918. imenovan je načelnikom stožera Grupe armija vojvode Albrechta kojom je na Zapadnom bojištu zapovijedao württemberški vojvoda Albrecht. Navedenu dužnost obavljao je do kraja listopada kada postaje načelnikom stožera Grupe armija Kijev kojom je na Istočnom bojištu zapovijedao Günther von Kirchbach. Navedenu dužnost obavljao je do početka prosinca.

## Poslije rata
Nakon završetka rata Hell je najprije stavljen na raspolaganje, da bi nakon toga 2. travnja 1919. bio umirovljen. Preminuo je 24. siječnja 1931. u 67. godini života u Gross Griebenu.

## Vanjske poveznice
(eng.) Emil Hell na stranici Prussianmachine.com